# コミックホットミルク
『コミックホットミルク』は、コアマガジンより2007年8月から刊行されている成人向け漫画雑誌。同社より1986年から2001年まで刊行されていた成人向け漫画雑誌『漫画ホットミルク』の後継誌にあたる。表紙は季節に関係なくビキニを着用している例が多い。

## 主な作家
この雑誌で執筆した経歴のある作家を挙げる。
- 織田non
- 綾枷ちよこ
- 琴義弓介
- 紙魚丸
- いづみやおとは
- 月野定規
- ぐすたふ
- アズマサワヨシ
- 草津てるにょ
- ぽるのいぶき
- 方天戟
- ふりすく
- うそねこ
- 武田弘光
- 道満晴明
- らっこ
- 槍衣七五三太
- G＝ヒコロウ
- アスヒロ
- 高雄右京
- 石川マサキ
- 如月群真
- 荒井啓
- 四条定史
- 深山靖宙
- うろたん
- 黒咲練導
- 玄鉄絢
- 笹森トモエ

## アニメ化作品
いずれもアダルトアニメ。
| 作品           | 発売年 | アニメーション制作 | 備考 |
| -------------- | ------ | ------------------ | ---- |
| 淫縛学艶       | 2002年 | スタジオジャム     |      |
| 放課後の優等生 | 2018年 | N/A                |      |